# Claudine Picardet
Pour les articles homonymes, voir Picardet.
Claudine Picardet (née Poulet le 7 août 1735 à Dijon et morte le 4 octobre 1820 à Paris) est une chimiste, minéralogiste, météorologue et traductrice d'ouvrages scientifiques française.

## Biographie
Elle est la fille aînée du conseiller du roi et notaire François Poulet de Champlevey.
En 1755, Claudine Poulet épouse Claude Picardet, conseiller de la Table de Marbre de Dijon qui devient membre de l'Académie des sciences, arts et belles-lettres de Dijon et directeur du jardin botanique. Ce mariage permet à Claudine Picardet d'accéder aux cercles de la haute société et au monde savant. Le couple Picardet a un fils. Il meurt en 1776, à l'âge de 19 ans.
Elle fréquente salons scientifiques et sociétés savantes. L'Académie de Dijon dispense des cours de dessin, chimie, minéralogie, botanique et acquiert une renommée internationale. Les cours que dispensent Louis-Bernard Guyton de Morveau sont traduits en allemand et en espagnol. Ce cercle de scientifiques milite pour l'accès des sciences aux femmes.
En 1782, Claudine Picardet fait partie d'un cercle de savants issus de l'Académie de Dijon, dont Louis-Bernard Guyton de Morveau, Jacques-Pierre Champy, Jean Lemulier de Bressey, Claude Varenne de Béost, Charles André Hector Grossart de Virly, et Francisco Javier de Angulo. Avec l'aide de Jacques Magnien linguiste et chimiste, ce petit groupe s'intéresse aux travaux des scientifiques étrangers. En neuf ans, Claudine Picardet traduit huit cents pages du suédois, de l'allemand, de l'anglais et de l'italien.
En 1785, Louis-Bernard Guyton de Morveau charge Claudine Picardet de relever les données trois fois par jour sur le baromètre qu'Antoine Lavoisier a donné à l'académie de Dijon. Ses résultats sont publiés en partie par son mari et envoyés à Antoine Lavoisier. En 1787, le couple Lavoisier se rend chez Claudine Picardet pour comparer les résultats.
Veuve en 1796, Claudine Picardet déménage à Paris. En 1798, elle épouse Louis-Bernard Guyton-Morveau, ami de longue date, député de la Convention et professeur de chimie à l'École Polytechnique de Paris. Elle poursuit ses travaux scientifiques. En 1811, à la suite de la nomination de Louis-Bernard Guyton-Morveau, Baron de l'Empire par Napoléon, Claudine Picardet devient baronne Guyton-Morveau. Elle meurt à Paris en 1820.

## Notoriété
En 1785, Claudine Picardet publie sa première traduction Mémoires de chymie de façon anonyme. Jérôme Lalande dévoile le nom de la traductrice dans Le Journal des Savants. Par la suite, elle signe ses travaux de son nom. Elle est régulièrement citée dans les Annales de Chimie et reconnue pour son apport à la science.
En 1790, le Traité de caractères extérieurs des fossiles, porte l'inscription par le traducteur des mémoires de chymie de Scheele. C'est l'approbation de Louis-Bernard Guyton-Morveau qui indique qu'il s'agit de  «Mme P *** ".
Reconnue par ses contemporains à l'échelle nationale et internationale, son apport à la science est ensuite minimisé. En 1820, à la mort de Claudine Picardet, alors âgée de 86 ans, Le Journal de Dijon et de la Côte d'Or publie une nécrologie dans laquelle l'auteur Claude-Nicolas Amanton nie l'apport de Claudine Picardet aux sciences et parle de travaux anecdotiques.
Ses travaux ont contribué à la diffusion de la chimie et des découvertes notamment sur les sels et les minéraux. Elle a publié deux fois plus que sa consœur Marie-Anne Pierrette Paulze. Seul, le médecin Jacques Gibelin a publié autant de traductions que Claudine Picardet. Grâce à son travail et celui de Louis-Bernard Guyton-Morveau, une académie de province acquiert une notoriété internationale.

## Travaux

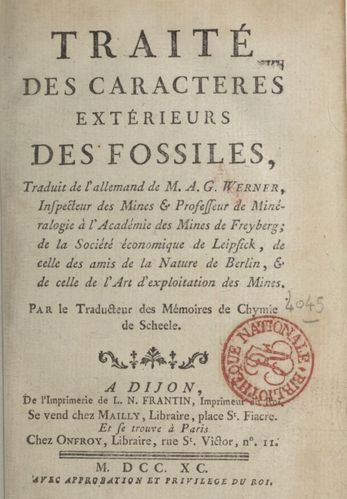
Traité des caractères extérieurs des fossiles, traduit de l'allemand de M. A. G. Werner,... Par le traducteur des "Mémoires de chymie" de Scheele

Claudine Picardet publie plus de 1000 pages entre 1774 et 1797. Elle traduit de nombreuses œuvres scientifiques, notamment du suédois (Carl Wilhelm Scheele, Torbern Olof Bergman), de l'allemand (Johann Christian Wiegleb, Johann Friedrich Westrumb (de), Johann Carl Friedrich Meyer (de), Martin Heinrich Klaproth), de l'anglais (Richard Kirwan, William Fordyce), 2 de l'italien de Marsilio Landriani.
Elle ne se contente pas de traduire. Pour le Traité de caractères extérieurs des fossiles, de Abraham Gottlob Werner (1790), elle apporte des corrections et des annotations. Elle contacte et échange avec le minéralogiste espagnol Fausto d'Elhuyar, interroge les savants bilingues.
La version française de Claudine Picardet est ensuite rééditée en Allemagne en 1795, ce qui lui vaut consécration.
Ses travaux principaux sont Mémoires de chymie, de Carl Wilhelm Scheele (1785), le Traité de caractères extérieurs des fossiles, de Abraham Gottlob Werner (1790), et Observations de la longitude du nœud de Mars faite en Décembre 1783, par M. Bugge, dans le Journal des savants (1787).
Elle traduit également une partie des œuvres du minéralogiste anglais Richard Kirwan, qui ne tarit pas d'éloge sur le travail de Claudine Picardet et son savoir.
La moitié de ses traductions ont été publiées sur le journal scientifique Observations sur la physique, une partie donnée au Journal des savants, aux Nouvelles de la République et des arts.
Elle a traduit une partie des mémoires de Torbern Olof Bergman intitulés Opuscules physiques et chimiques.

## Portrait

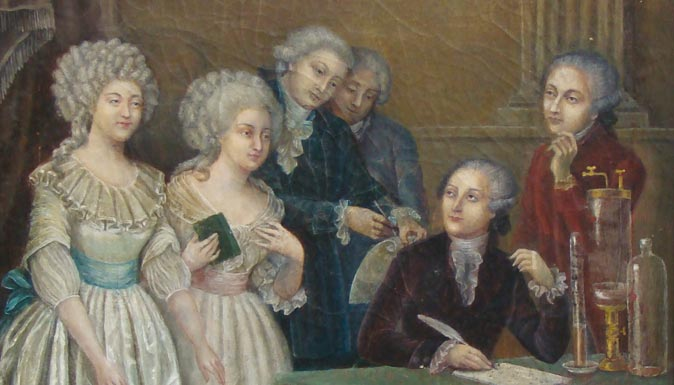
Portrait anonyme. Claudine Picardet pourrait être le personnage tenant un livre à la main

Un tableau anonyme du XIXe siècle représente un cercle de savants identifiés comme suit :  Marie-Anne Paulze à gauche, une femme tenant un ouvrage à la main, le chimiste Claude Louis Berthollet, le chimiste Antoine-François Fourcroy, le physicien Antoine Lavoisier assis et le chimiste Louis-Bernard Guyton-Morveau à droite. Pour le personnage non identifié, il pourrait s'agir de Claudine Picardet.